# Breda Malus
Breda Malus, slovenska slikarka parapleginja, * 4. november 1963, Ljubljana.
Po hudi prometni nesreči leta 1984 je postala parapleginja. Po rehabilitaciji je pričela ljubiteljsko slikati. Slike je javnosti prvič predstavila na skupinski razstavi v prostorih Informacijske pisarne Mestne običine Ljubljana januarja leta 2010. Sedaj se udeležuje vseh likovnih delavnic, ki jih v različnih slovenskih krajih pripravlja Sekcija slikarjev, katera deluje pod okriljem Zveze paraplegikov Slovenije. Njeno umetniško pot usmerjata mentorja Jože Potokar in Rassa Causeviga.